# جبریل بن بختیشوع
جبریل بن بختیشوع نوهٴ جرجیس بن جبریل پزشک معروف ایرانی (نیمهٴ دوم سدهٴ هشتم‌) بود.او سمت پزشک جعفر برمکی را از ۸۰۶ - ۸۰۵ میلادی به بعد، بر عهده داشت. بعدها پزشک هارون‌الرشید و پس از او، پزشک مأمون شد.
در سال ۱۷۱هـ .ق. هارون الرشید دچار سردرد سختی گردید و پزشکان در درمان آن فرو ماندند و بدین ترتیب بختیشوع مجدداً به پایتخت فرا خوانده شد. وقتی بختیشوع وارد مجلس گردید با عربی و فارسی شروع به صحبت نمود. هارون الرشید از پزشکان دربار، ابوقریش، عبدالله طیفوری، داود بن‌سرابیون و سرجس خواست تا با او سخن بگویند و پرسش‌های خود را مطرح نمایند. آنان عرض کردند در این جمع کسی نیست که بتواند با این شخص سخن بگوید، زیرا او و پدرش خالق کلام هستند و ذاتاً فیلسوف می باشند. این گفته دلیلی بر مقام علمی بختیشوع بوده و نشان می‌دهد که پزشکی جندی شاپور دارای روش منطقی و علمی بوده است.
جبرئیل بن بختیشوع مسیحی (نسطوری‌)  بود که آثار پزشکی متعددی نوشت و در پیش‌رفت علم در بغداد تأثیر زیادی اعمال کرد. ممتازترین شخصیت خانوادهٴ بزرگ بختیشوع که  برای تحصیل نوشته‌های پزشکی یونانی متحمل زحمات زیادی شد و مترجمان را تشویق کرد. وی در ۸۲۸ - ۸۲۹  میلادی درگذشت و در صومعهٴ قدیس سرجیوس در مداین به خاک سپرده شد.

## منبع
- جورج سارتون ، 'مقدمه بر تاریخ علم، ترجمه غلامحسین صدری افشار، شرکت انتشارات علمی و فرهنگی

1. ↑  http://tebeirani.com/%D8%A8%D8%AE%D8%AA%D9%8A%D8%B4%D9%88%D8%B9-%D8%A8%D9%86-%D8%AC%D9%88%D8%B1%D8%AC%D9%8A%D8%B3/